# Cynolebias vazabarrisensis
Cynolebias vazabarrisensis es un pez de la familia de los rivulinos en el orden de los ciprinodontiformes.

## Morfología
Los machos pueden alcanzar los 7,6 cm de longitud total y las hembras los 5,95 cm.

## Distribución geográfica
Se encuentran en Sudamérica: Brasil.